# John Leonard Riddell
John Leonard Riddell (Leyden, Massachusetts, 20 de fevereiro de 1807 — Nova Orleães, 7 de outubro de 1867) foi um botânico norte-americano.